# Wunschbaum
Ein Wunschbaum, auch Votivbaum, ist ein einzelner Baum, der häufig an einem heiligen Ort steht und über übernatürliche Kräfte verfügt. Wer einem Stoffstreifen oder mit etwas ähnliches aus eigenem Besitz an den Baum hängt, hofft, dass dadurch ein Wunsch in Erfüllung geht. Das Mitbringsel kann auch eine Votivgabe zum Dank für ein bereits erfolgtes Wunder sein. Je nach dem jeweiligen Volksglauben, der prinzipiell in allen Religionen vorkommen kann, handelt es sich bei den wunscherfüllenden Kräften um Geister, Feen, Heilige oder Gottheiten.

## Verbreitung
Wunschbäume sind unter anderem mit Heiligen aus dem europäisch-christlichen Mittelalter verbunden. In Irland gehören sie zu manchen Clootie Well genannten heiligen Quellen. Im Volksislam kommen Wunschbäume von Marokko, über die Türkei (dilek-ağaçları) und Pakistan bis nach Indonesien vor. Oft stehen Wunschbäume an einem besonderen Ort, wie einer heiligen Quelle, einer Kirche oder Kapelle oder einem islamischen Heiligtum.

### Asien
Die indische Mythologie kennt den Wunschbaum Kalpavr̩ksạ. Auch die Mongolen kennen diesen Wunschbaum als Kalpavrikscha. Auf die heiligen Steinhaufen Obo werden Wacholder, Schilf, Tamariske und Weide als Symbol für diesen Wunschbaum gesetzt. Es gibt auch künstliche Kanlapaphrüksa, sie wurden zum Beispiel für Feierlichkeiten errichtet und manchmal mit Geld behängt. In einem Hindu-Tempel in Florida werden die Namen von Leuten, die mehr als 1000 $ an den Tempel gespendet haben, auf die Blätter eines künstlichen Wunschbaumes geschrieben.
Als Teil der gaera-Zeremonie errichteten die Kiwai am Flusse Fly im Süden Neuguineas zu Beginn der Trockenzeit einen Wunschbaum, um eine gute Ernte sicherzustellen. Er war Symbol des Himmels. Auf einer Plattform im Baum wurden die ersten geernteten Yams-Knollen deponiert.